# Promithéas Patras
Maillots
Le Promithéas Patras (grec moderne : Προμηθέας Πατρών / Promithéas Patrón ou Προμηθέας Πάτρας / Promithéas Pátras, « le Prométhée de Patras »), ou simplement Promithéas, est un club grec de basket-ball basé à Patras et évoluant en championnat de Grèce.
C’est la plus importante section du club omnisports du Promithéas Patras.

## Entraîneurs
- depuis 2021 :  Ilías Zoúros
- 2021 :  Luis Casimiro (en)

## Effectif 2021-2022
| Poste       | N° | Joueur                 | Pays                   | Taille | Age |
| ----------- | -- | ---------------------- | ---------------------- | ------ | --- |
| Meneur      | 0  | Kendrick Ray           | Drapeau des États-Unis | 1,88 m | 27  |
| Arrière     | 1  | Loic Schwartz          | Drapeau de la Belgique | 1,98 m | 29  |
| Pivot       | 2  | Jerai Grant            | Drapeau des États-Unis | 2,05 m | 32  |
| Meneur      | 3  | Abdul Gaddy            | Drapeau des États-Unis | 1,91 m | 29  |
| Pivot       | 4  | Dario Hunt             | Drapeau des États-Unis | 2,06 m | 32  |
| Ailier fort | 7  | Dimítris Agravánis     | Drapeau de la Grèce    | 2,08 m | 27  |
| Meneur      | 8  | Nikolaos Gkikas        | Drapeau de la Grèce    | 1,85 m | 31  |
| Ailier      | 9  | Nikolaos Rogkavopoulos | Drapeau de la Grèce    | 2,01 m | 20  |
| Ailier      | 15 | Isaiah Miles           | Drapeau des États-Unis | 2,01 m | 27  |
| Ailier fort | 31 | Charis Giannopoulos    | Drapeau de la Grèce    | 2,06 m | 32  |

au 13 décembre 2021